# کوه سفید کمر
موقعیت جغرافیایی
کوه سفید کمر در استان خراسان جنوبی و در ۱۲ کیلومتری بخش [آرین شهر] شهرستان قاینات واقع شده‌است.

## نامگذاری
از زمان‌های قدیم مردم محلی به دلیل سفید رنگ بودن قسمت پایینی کوه، آنرا به نام کوه سفید کمر می‌شناسند ونامگذاری کرده‌اند.

## گردشگری
شکل ظاهری این کوه و ورنگ جالب وزیبای آن موجب می‌شود که تعداد زیادی از مردم هرساله به این منطقه بروند و از این منظره زیبا لذت ببرند.
همچنین به دلیل رویش فوق‌العاده زیاد گیاه آنغوزه یا به زبان محلی مردم منطقه《کما 》که در فاصله زمانی اواخر اسفند ماه تا اواخر فروردین ماه در منطقه موجود هست. جمعیت کثیری را به خود جذب کرده‌است.

## حمل ونقل
به خاطر گردشگری زیبای کوه سفید کمر و رفت‌وآمد زیاد، جاده ای آسفالته تا پایکوه ساخته شده‌است.
برای سفر به این کوه به طرف بخش آرین شهر که جزء شهرستان قاینات می‌باشد، می‌رویم سپس وارد جاده چاهک موسویه می‌شویم.